# Падерборн
Падерборн (нім. Paderborn) — місто в Німеччині, розташоване на північному сході землі Північний Рейн — Вестфалія. До 1802 року був столицею архієпископства Падерборн. Найбільше місто та районний центр общини Падерборн. Розташований у центрі регіону Східна Вестфалія-Ліппе (нім. Ostwestfalen-lippe) адміністративного округу Детмольд. Має статус міста окружного підпорядкування. Населення становить 144 811 чоловік (станом на 30 червня 2009 року).

## Географія
Падерборн розташований у південно-східній частині Вестфальської низовини, неподалік від річки Ліппе, на річці Падер, біля підніжжя Падерборнського плоскогір'я та гір Егге, що розташовані на сході від міста. Назва міста походить від річки Падер, яка є найкоротшою у Німеччині. На території міста є декілька озер. Найвища точка міста знаходиться в районі Нойнбекен — 347 м над рівнем моря, а найнижча — у районі Занде — 94 м. Недалеко від Падерборна розташований колишній замок СС — Вевельсбург.

## Освіта
- Падерборнський університет

## Уродженці
- Гайнріх Альдегревер (1502—1561) — німецький живописець і гравер.

## Міста-побратими
- Ле-Ман — Франція, з 836 року, найперше партнерство міст у Європі, офіційно з 1967 року.
- Болтон — Велика Британія, з 1975.
- Бельвілль, штат Іллінойс — США, с 1990.
- Памплона — Іспанія, з 1992.
- Перемишль — Польща, з 1993.
- Дебрецен — Угорщина, з 1994.
- Циндао — Китай, з 2003.